# مارتین کوسلک
مارتین کوسلک (آلمانی: Martin Kosleck؛ ‏ ۲۴ مارس ۱۹۰۴ – ۱۵ ژانویهٔ ۱۹۹۴) یک هنرپیشه اهل آلمان بود.
از فیلم‌هایی که وی در آن نقش داشته است، می‌توان به خبرنگار خارجی، گرگ‌نمای لندن، تعقیب در الجزایر، ستاره قطبی، زیرزمین، عنکبوت، شهر آوازه‌خوانی و مأمور ه.ا.ر.م اشاره کرد.